# Història de Dinamarca
La història de Dinamarca es remunta uns 12.000 anys enrere, fins al final de l'última edat de gel, amb les primeres proves de poblament humà. Els danesos es van documentar per primera vegada en fonts escrites al voltant de l'any 500, en particular en els escrits de Jordanes i Procopi. Amb la cristianització dels danesos pels volts del 960, és evident que existia un regne a Escandinàvia que controlava aproximadament el territori danès actual. El llinatge de la reina Margarida es remunta als reis vikings Gorm el Vell i Harald Blåtand i arriba fins a l'actualitat, raó per la qual la monarquia de Dinamarca es pot considerar en aquest moment la més antiga d'Europa.
La història de Dinamarca s'ha vist particularment afectada per la seva ubicació geogràfica, entre el mar del Nord i el mar Bàltic. Això significava que es trobava entre Suècia i Alemanya i, per tant, en el centre de la lluita mútua pel control del mar Bàltic (dominium maris Baltici). Dinamarca va passar molt de temps en disputes amb Suècia pel control de Skånelandene (Guerra d'Escània) i Noruega, i en disputes amb la Lliga Hanseàtica sobre els ducats de Schleswig (un feu danès) i Holstein (un feu alemany).
Finalment Dinamarca va perdre els conflictes i va acabar cedint primer Skånelandene a Suècia i després Slesvig-Holstein a l'Imperi alemany. Després de l'eventual cessió de Noruega el 1814, Dinamarca va mantenir el control de les antigues colònies noruegues de les illes Fèroe, Groenlàndia i Islàndia. Durant el segle XX Islàndia es va independitzar; Groenlàndia i les Illes Fèroe va esdevenir una part integrant del Regne de Dinamarca i el comtat de Jutlàndia Meridional va unir-se amb Dinamarca el 1920 després d'un referèndum. Durant la Segona Guerra Mundial Dinamarca fou ocupada per l'Alemanya nazi i alliberada el 1945. Després d'això es va integrar a les Nacions Unides.

## Prehistòria
Els primers rastres de civilització humana sobre el territori de Dinamarca es remunten a un període interglacial de l'edat de pedra. Després de l'època glacial, la superfície de terra ferma era àmpliament superior a la d'avui, perquè el nivell del mar del Nord se situava 100 m més avall d'on es troba actualment. Les aigües de la mar Bàltica, llavors una conca d'aigua dolça, s'elevaven 50 m sobre les del mar del Nord.
És en aquesta època que apareix la cultura de Bromme, encara de tipus paleolític (10000-7400 aC). Les tribus d'aquesta cultura, que només romanien, de manera versemblant, de manera estacional a la regió, caçaven encara a la tundra ants, cavalls, senglars i rens. Després hi hagué la cultura maglemosiana (7400-6000 aC), i la kongemosiana (6000-5200 aC). Aquests tenien una alimentació més variada, consumien igualment baies, nous, peix, crustacis, ocells i arrels. L'última cultura mesolítica, la cultura d'Eterbolle (5200-4000 aC), caracteritzada per amuntegaments de petxines, ha deixat rastres a Jutlàndia. Va deixar el seu lloc a la cultura anomenada dels vasos d'embut, neolítica, la primera a practicar l'agricultura (pels volts del 3900 aC).

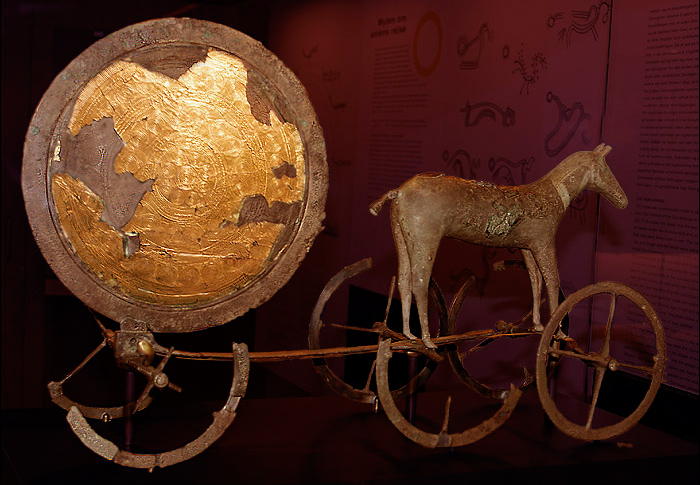
El cèlebre carro solar de Trundholm (anomenat Solvognen en danès), escultura que representa el sol tirat per una euga (aproximadament 1400 aC)

## Edats dels metalls
L'edat del bronze danesa se situa entre el 1400 i el 450 aC. Els especialistes pensen que els carros solars il·lustren un important fonament mitològic de l'edat del bronze. És en aquest període quan es formen comunitats rurals notòries.
Durant l'edat del ferro (500 aC-1 dC), el clima de Dinamarca i d'Escandinàvia meridional es fa més fresc i humit, la qual cosa limita l'agricultura i força els grups indígenes a emigrar cap al sud, a Germània. En aquesta època, els habitants comencen a extreure el ferro dels aiguamolls de torba.
Les proves de la immigració celta daten d'aquest període a Dinamarca i en molts indrets d'Europa del nord-oest; el seu pas es reflecteix en certs noms de llocs més antics. Tanmateix, els especialistes del món celta, com ara Venceslas Kruta, assenyalen que, deixant a part el mobiliari i els préstecs tècnics, la cultura local pràcticament no està influenciada. La cultura de Jastorf del segle IV aC al segle i aC, testimoniada a Jutlàndia i a l'Alemanya més septentrional, hauria jugat, en canvi, un paper en la dimensió d'Escandinàvia durant el seu sorgiment.
És el 113 aC quan són mencionats per primera vegada els cimbres i els teutons, establerts a Jutlàndia i al sud. L'exhauriment de la terra cultivada, les transgressions marines o altres onades de tempestes, la importància de zones torboses, semblen haver contribuït a les creixents migracions entre les comarques de l'Europa nòrdica, o més simplement fora d'aquestes, i als conflictes de les tribus teutones amb els colons romans a Gàl·lia o al nord d'Itàlia.
La cultura nòrdica experimenta fortament la influència de la civilització de la ceràmica mediterrània. Al segle i, després d'una lenta fase d'expansió sobre una gran part del nord de l'actual Alemanya, emergeix el món germànic, caracteritzat per llengües i estructures familiars germàniques.
Les províncies romanes que tenien fronteres properes a Dinamarca van mantenir relacions comercials amb els pobles danesos, testificades per peces de moneda romana trobades al país. La primera inscripció rúnica es remunta a l'any 200 aproximadament. Del segle ii al segle vi, es troben rastres del començament d'una ciutat major de caràcter central, que mantenia relacions comercials per tot arreu, al sud-est de la Fiònia.

### L'edat del ferro germànica
L'era del ferro germànica és un període comprès entre 400 i 800 dC, en el moment de les invasions bàrbares. El seu començament és marcat per la caiguda de l'Imperi Romà i l'augment de poder dels «regnes germànics». Entre les restes més conegudes d'aquest període, convé citar els «homes de les torberes», que són els cossos preservats de dos homes escanyats, potser en el transcurs d'un sacrifici comunitari o d'una execució de presoners condemnats a mort.

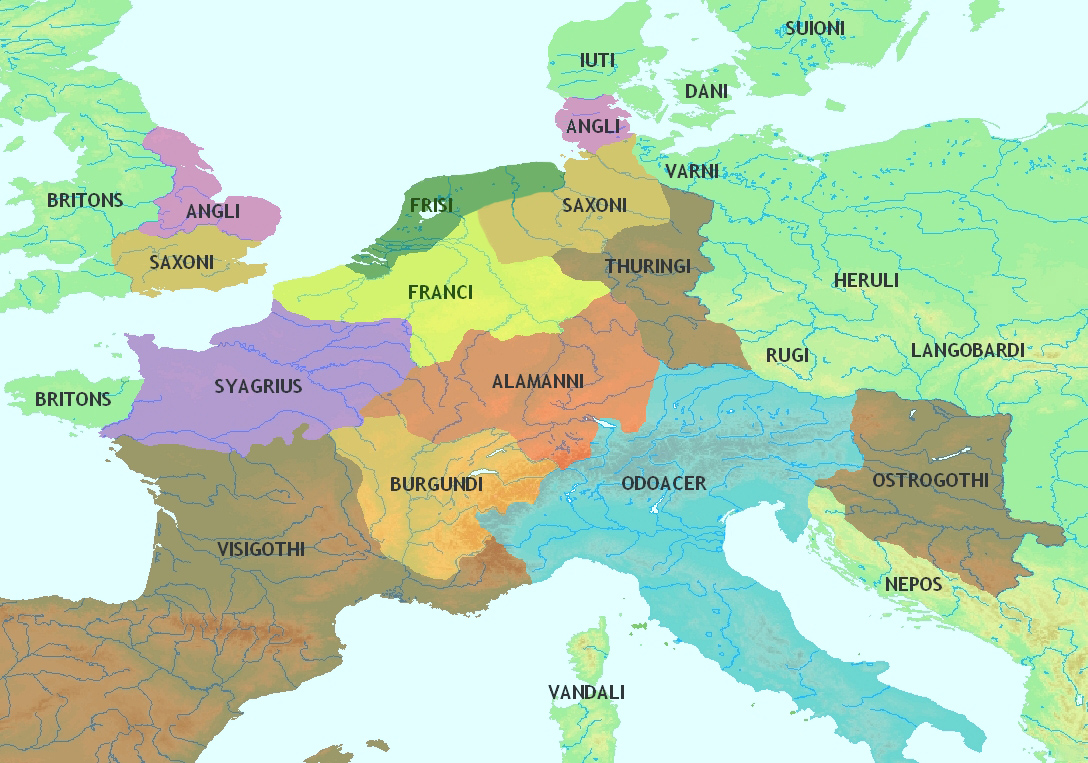
Europa central al.
Angli: angles
Dani: danès
Iuti: jutes
Franci: francs
Frisi: frisi
Heruli: hèruls
Saxoni: saxons
Varni: wends

Entre el 400 i 500, els jutes, així com els saxons, els angles i els frisis, colonitzen l'illa coneguda com a Britannia pels romans (l'actual Gran Bretanya), passant pel mar del Nord.

### Període de les migracions: assentament llegendari dels daner
Les incursions a Dinamarca des del nord augmenten al segle v. Els avantpassats dels actuals danesos serien una tribu anomenada daner. Probablement originaris del sud de Suècia, en particular d'Escània i de Halland, s'instal·len a Jutlàndia i en algunes illes de la mar Bàltica occidental pels volts de l'any 500. Fan fora llavors del territori les antigues tribus germàniques que s'hi havien instal·lat abans. Des de llavors, el seu nom és aplicat a tota Jutlàndia per part dels germànics que viuen al sud.
Durant la primera meitat del segle vi, l'existència i els fets guerrers dels danesos són mencionats en fonts gòtiques, franques i romanes d'Orient. Entre aquestes destaca sobretot el relat fet per Procopi de les migracions dels hèruls des de la regió del Danubi cap al nord. Un dels pobles que hi apareixen són els anomenats Danoi. Jordanes descriu en la seva Història dels gots diversos conflictes entre danesos i hèruls. Aquest historiador opina que els danesos són descendents dels suecs. Gregori de Tours qualifica el rei Chlochilaicus de "rei dels danesos" (és un nom llatí; en anglès antic es diria Hygelac). El poeta Venanci Fortunat celebra, en les seves lloances als reis francs Clotari I i Khilperic I, les seves victòries sobre els danesos.
Com ho recorda aquesta fàcil victòria franca i el segle vii següent, els pobles danesos dels estrets del mar bàltic són sotmesos als fluxos humans i a la influència cultural incessant i duradora dels pobles de la Bàltica, començant pels wends i els eslaus. Només constitueixen una amenaça per raó de la seva inestabilitat crònica i la seva divisió incessant.

### Sedentarització danesa
És al segle viii que es constitueixen les primeres ciutats. La més antiga ciutat de Dinamarca és Ribe (sud de Jutlàndia). Els primers rastres d'urbanització trobats a Aarhus i a Copenhaguen daten igualment d'aquesta època. Els danesos, que han sabut preservar millor la seva llengua que la seva cultura i institucions germàniques, serien els primers habitants assentats de manera duradora sobre aquest territori sense ser esclaus. Aquests petits pobles camperols, organitzats en cantons de defensa, nogensmenys han continuat sent per necessitat venedors i guerrers temibles.

## Alta edat mitjana

### Els reis danesos delsegleviiialseglex
La primera unió centralitzada en tindria lloc cap al 705. Es té des de llavors una successió de reis danesos de caràcter més o menys llegendari:
- Harald Hildetand ('Dent de Combat'), de 705 a 735, crea la primera concentració regional de clans danesos organitzats en regne;
- Sigurd I Ring al voltant del 740;
- Ragnar Ladbrogde al voltant de 770.

Els reis següents són testimoniats per fonts franques, en particular els Annales regni Francorum, pel fet que els danesos tingueren llavors diverses ocasions de posar-se en relació amb l'estat dirigit per Carlemany:
- Sigfred de Dinamarca, testimoniat com a rei del 777 a 798:[3] el 777, ofereix l'asil a Widukind, cap saxó que s'havia revoltat contra Carlemany.
- El seu fill Godfred de Dinamarca li succeeix probablement; el 808, comença la construcció d'una línia de fortificació sobre la seva frontera meridional, per tal de protegir el país contra les incursions dels francs;
- El 810, Hemming de Dinamarca li succeeix: signa des de 811 amb Carlemany un tractat que garanteix les seves fronteres, però és mort des del 812, potser en el transcurs d'una guerra civil.

El juny de 826, Harald I de Dinamarca es fa batejar a Ingelheim, i després parteix per reconquerir el seu regne contra els fills de Godfreed. Entre 826 i 829, una part del país és evangelitzada a instància seva per un monjo, Anscari de Bremen. Harald I mor el 863.
El 878, el rei Guthrum es fa batejar i tindrà com a padrí Alfred el Gran.
L'afebliment dels francs en el curs del segle x afavoreix la monarquia danesa, que aconsegueix defensar-se de les invasions vingudes del sud. La unió s'acaba sota el regnat d'Harald I de Dinamarca, «el de la dent blava», mort vers el 987.
Les pedres rúniques com la Gran pedra de Jelling, sobre les quals apareix per primera vegada el nom "Dinamarca", són sovint considerades com la partida de naixement de Dinamarca.

### L'època vikinga
Les accions de pillatge, des de la fi del segle viii, igual com la major part de la segona etapa de colonització i d'instal·lació al llarg de les ribes de l'Atlàntic i dels mars del voltant, són una activitat essencialment privada. Si la primera fase de terror podria ser descrita sota el qualificatiu viking, la segona fase d'assentaments dels normanni i sobretot la submissió de vastes parts de territori a l'autoritat i a la imposició de tributs, requereix un suport logístic de caps guerrers i de reis. El Danelaw, estatut legal confós amb un vast territori a l'oest d'Anglaterra, ho testimonia. Rol·ló, que instal·la els seus soldats en un territori negociat el 911 i funda Rouen, no és un aventurer, sinó un cap guerrer danès.
Gairebé tots els pobles danesos daten de l'època viking i tenen, doncs, més de 800 anys. Els pobles amb els sufixos -heim, ing(e), lev, løse i sted en formen part dels més antics. Apareixen ja en l'època de les migracions. Els sufixos que contenen torp i toft(e) segurament van arribar d'Anglaterra als segles viii i ix. Els que acaben en -by provenen de Suècia.
Els sufixos -rød, -rud, -tved, -holt, -skov, -have i -løkke indicarien, en canvi, que les terres han estat guanyades per rompuda al segle xiii.

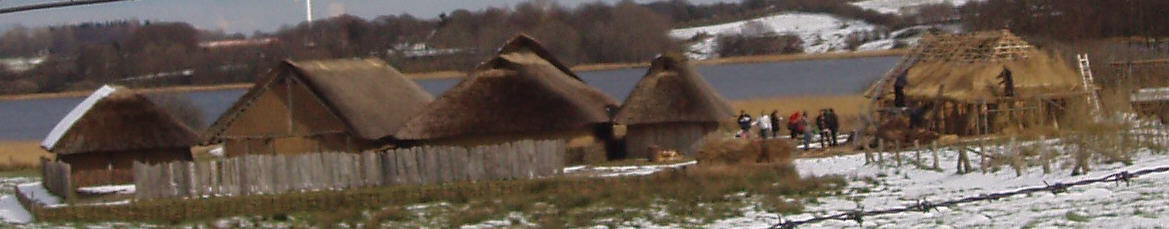
Reconstitució del poble viking de Haithabu

S'organitzen nombroses expedicions vikingues des de la fi del segle viii. Les seves freqüents incursions assolen l'Imperi carolingi, l'actual Alemanya, Espanya i sobretot la Gran Bretanya durant un segle. El «Gran exèrcit pagà desembarca a Ànglia de l'Est i conquereix progressivament una part del territori (les terres sota el seu domini des de llavors són conegudes amb el nom de Danelaw). La presència vikinga a Anglaterra dura fins al 1066.

### Naixement de Dinamarca
Als voltants del 730, els danesos construeixen prop de Slesvig un important sistema de fortificació per protegir-se dels saxons: el Danevirke, línia defensiva d'una trentena de quilòmetres de longitud. Vers el 800, un rei danès local agafa els venedors internacionals establerts a Rerik, llavors en territori eslau, i els reinstal·la a Haithabu.

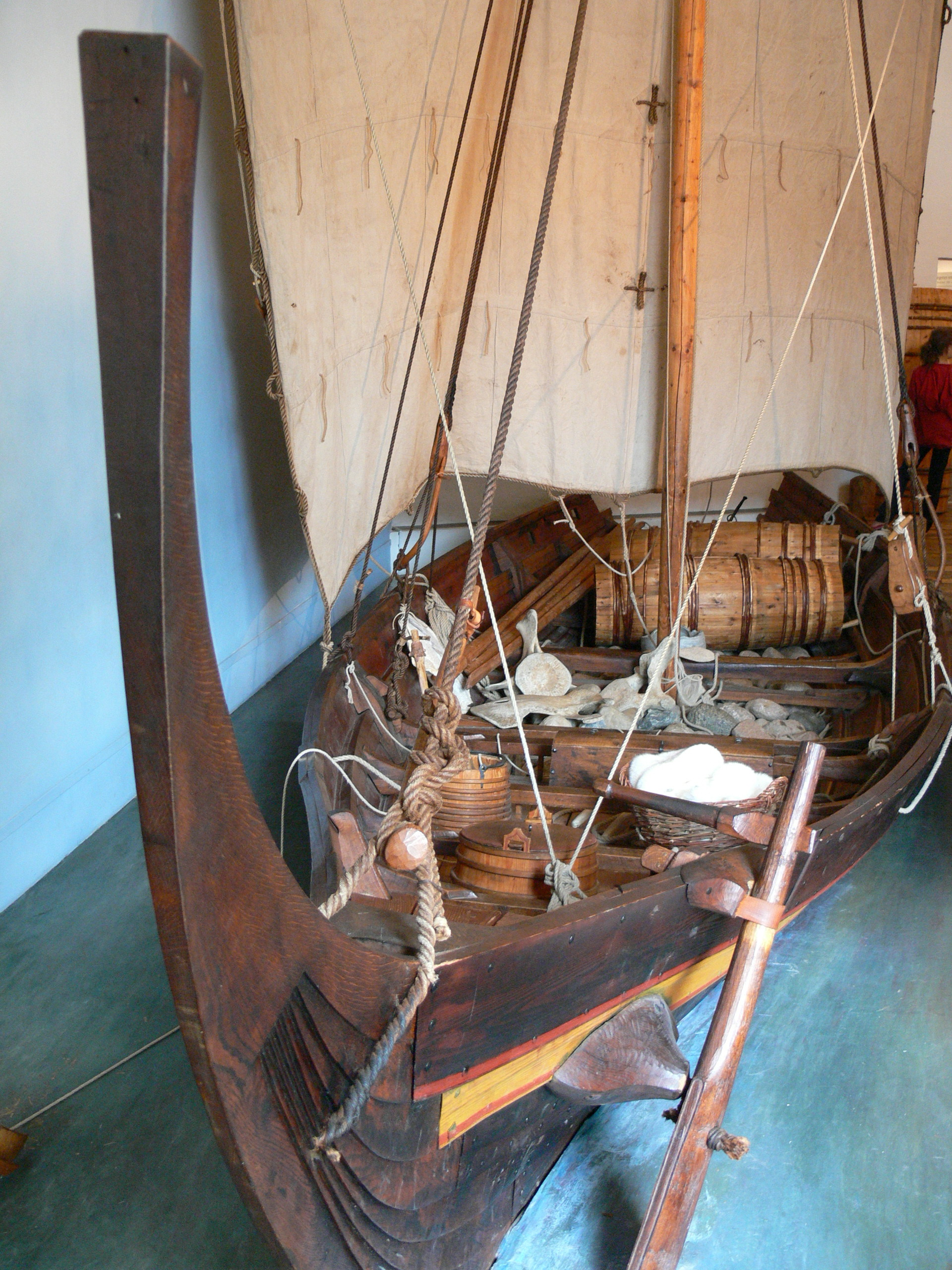
Vaixell viking al museu de Ribe

En els decennis posteriors a l'any 900, Dinamarca no és governada per un únic sobirà, sinó que, al contrari, es troba sota la influència de dos, o fins i tot tres centres poder. El sud de Jutlàndia i la ciutat comercial de Haithabu són en mans de reis suecs invasors, la presència dels quals és testimoniada per Adam de Bremen i per dues pedres rúniques de Haithabu. Els suecs ocuparen Lolland. A Jelling, una altra casa reial vinguda de Noruega després d'Adam de Bremen als voltants de l'any 900, tingué la seva seu. Existeixen, per contra, dubtes quant al domini de Sjælland i de la costa d'Escània per part de Haakon el Bo.
El 934, Enric I d'Alemanya, responsable de l'antiga marca carolíngia de l'Schleswig meridional, derrota Knut I en la batalla de Haithabu. El rei danès vençut esdevé llavors el seu vassall, ha de pagar un tribut i la seva família és obligada a convertir-se a la fe cristiana. En resposta a aquest tractat, les incursions daneses en territori frisó des de la desembocadura de l'Èider s'interrompen fins a 980. Els vikings danesos semblen haver-se girat llavors cap a l'est. Una pedra rúnica d'aquesta època honora en efecte un guerrer caigut a Suècia. Segons els annals de Corvey, a l'any 934, "els danesos" s'havien sotmès a Enric I. El territori exacte que allò representava (en particular en la mesura en què es referia també a Jutlàndia) no hi està indicat.

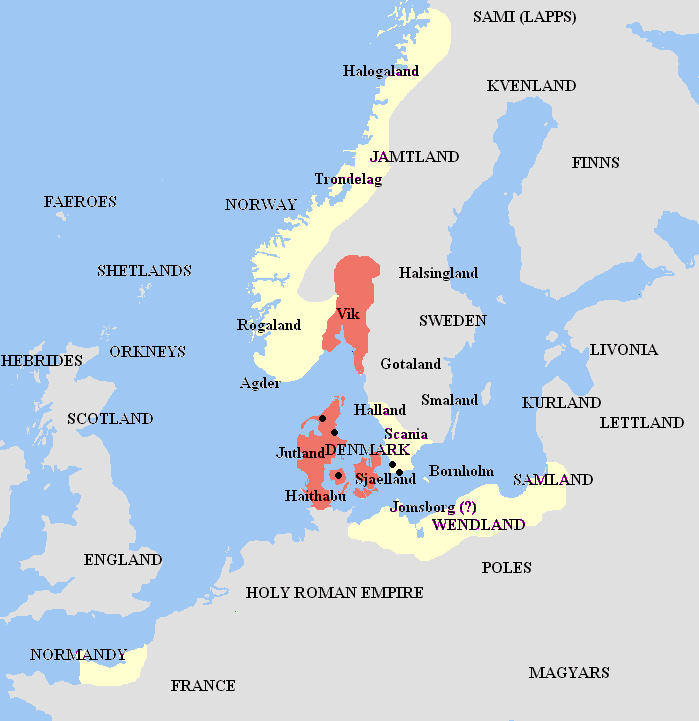
El Regne de Harald de la dent blava (vermell) i els seus vassalls (groc)

No se sap, d'altra banda, amb precisió, el que la gent de l'època designava com a Dinamarca. Els escrits d'Alfred el Gran sobre els viatges d'Ottar i de Wulfstan, el testimoniatge més antic pel que fa a això, anomenen "Dinamarca" el sud de l'actual Suècia, incloent-hi Escània, les illes de Falster, de Lolland, de Langeland i probablement també Sjælland, així com les altres illes daneses orientals. És només en una pedra trobada al nord de Jutlàndia que data de l'època de les pedres de Jelling, que se cita per primer cop el nord de Jutlàndia com a part de Dinamarca, la qual podria ser una conseqüència de la unificació sota Harald el de la dent blava. Tanmateix, és al segle x que s'imposa la denominació Dinamarca, que sembla resultar de la denominació cristiana i carolíngia de l'antiga "marca" (frontera) dels daner. Més que els daner mítics del segle v, l'arrel locativa germànica *dan indica que són habitants del lloc geogràfic, per tant, de l'Escandinàvia meridional.

### Una cristianització lenta
La història del cristianisme a Dinamarca s'encavalca en part amb la de l'època vikinga descrita anteriorment.
Pels volts de l'any 725, l'arquebisbe d'Utrecht d'origen anglosaxó, Willibrord, se'n torna a Dinamarca. Hi és rebut pel rei Ongendus (sens dubte Angantyr). Malgrat els seus esforços, el rei es nega a convertir-se. No té lloc cap altra temptativa d'evangelització sota Carlemany, perquè aquest refusa que els missioners vagin a territoris no sotmesos a la seva autoritat. Aquesta prohibició estava vinculada a la seva idea que imperi i Església eren indissociables.

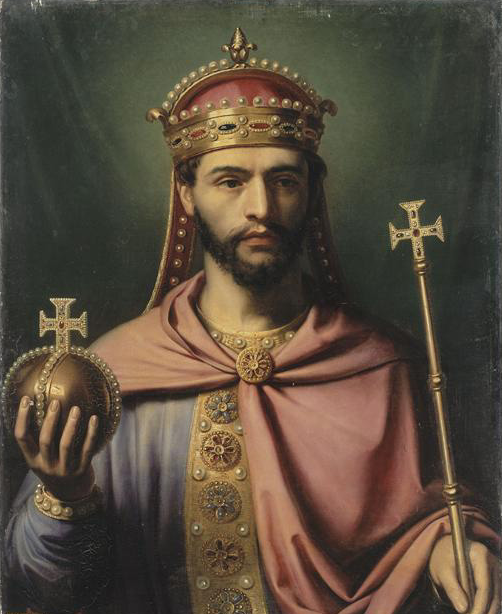
Lluís I el Pietós

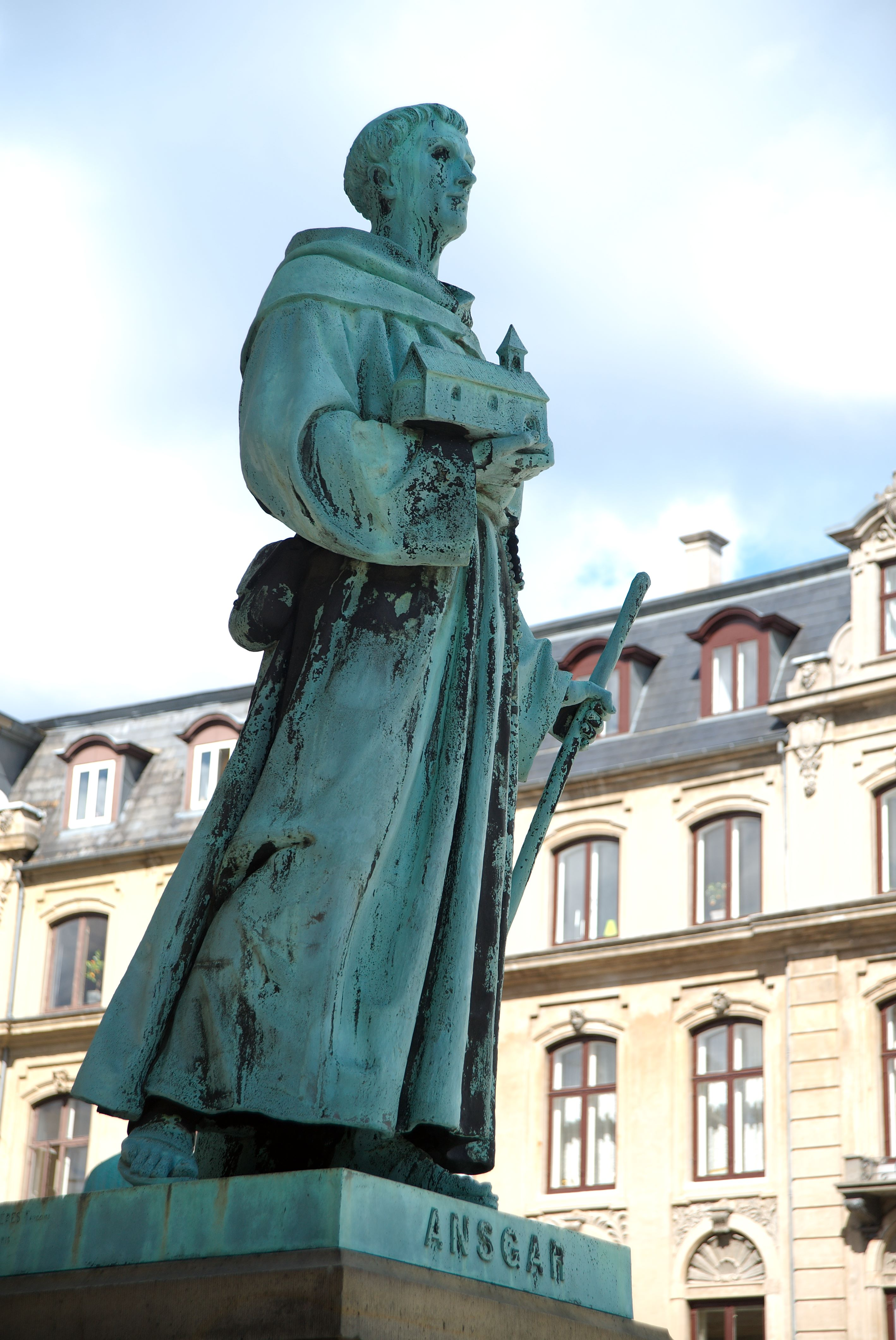
L'estàtua d'Anscari o Ansgar, sant patró de Dinamarca, davant la Marmorkirke (església de marbre) de Copenhaguen

Sota el regnat de Lluís I el Pietós, es recupera la tasca missionera més enllà de la frontera nord de l'imperi. L'assassinat del rei viking Godfred el 810 fa avançar aquesta empresa. En la lluita successòria que se segueix, Harald Klak es fa batejar el 826, a l'abadia de Sant Albà, amb 400 dels seus partidaris, amb l'esperança que aquesta conversió incités l'emperador Lluís I el Pietós a donar-li suport. És l'ocasió per a l'Església de reprendre la missió a Escandinàvia, començada el 823 per Edon de Reims. El missioner Anscari de Bremen acompanya Harald en la seva marxa per a la conquesta del poder. Tanmateix, Harald fracassa i amb ell l'evangelització del territori.
El 831, es crea l'arquebisbat d'Hamburg amb ocasió d'un sínode convocat per l'emperador Lluís I el Pietós. Anscari de Bremen és nomenat arquebisbe i li és atorgat el dret d'ordenar bisbes a Escandinàvia i d'enviar-hi sacerdots. La intenció política subjacent és d'integrar el Nord a l'Església imperial, la qual cosa no és possible més que amb una seu episcopal en l'imperi. La tasca d'evangelització s'interromp brutalment el 845, després del pillatge d'Hamburg pels danesos, perquè tots els recursos foren destruïts. Els arquebisbats d'Hamburg i de Bremen estaven llavors units. L'arquebisbe Anscari de Bremen es troba amb el rei de Dinamarca Horik I el 847 (potser també al 843), conjuntament amb els emissaris de Lluís el Germànic. No aconsegueix convèncer-lo de fer-se batejar, però rep de la seva part l'autorització d'erigir una església a Slesvig. Horik entra en conflicte amb els seus nebots cap al 850 per qüestions successòries. Entra en combat el 854 en una guerra civil i, amb ell, tots els seus consellers favorables a Ancari. L'únic supervivent del seu clan és Horik II. Aquest es troba al principi sota la influència del poderós Jarl Hovi de Slesvig, contrari als cristians. Horik II es desfà, tanmateix, ràpidament del seu conseller i es gira cap a Anscari, li demana sacerdots, ofereix a l'Església un terreny per construir una església a Ribe i hi autoritza la presència d'un sacerdot. Per bé que ell mateix es nega a batejar-se, Horik II envia el 864 regals al papa Nicolau I. Durant els conflictes amb l'arquebisbe de Colònia suscitats per la creació de l'arquebisbat d'Hamburg-Bremen, la tasca dels missioners a Dinamarca afluixa de nou. Ja no es reprèn fins a l'arribada de l'arquebisbe Unni d'Hamburg, el qual torna a enviar sacerdots a Dinamarca, amb el suport de Harald el de la dent blava. El pare d'aquest últim, Gorm el Vell, havia unificat Dinamarca, però aquestes creences eren incondicionalment paganes i destrueix probablement l'església de Slesvig.
Harald I funda, des de la seva arribada al poder, amb el seu pare Gorm el Vell, als voltants de 940, tres bisbats a Dinamarca: Slesvig, Ribe i Aarhus. En els anys 980 vindrà a afegir-se el bisbat d'Odense a Fiònia. El 965, any del bateig del rei pel sacerdot Poppo, tots els bisbats danesos són alliberats, per privilegi imperial, de l'obligació d'ingressar un impost i del dret d'ingerència dels batlles imperials. L'objectiu és d'excloure tot atemptat contra la sobirania del rei de Dinamarca. L'arquebisbe de Bremen és llavors l'únic vincle entre Dinamarca i l'imperi. El rei danès conserva la competència d'ordenar bisbes sobre el seu territori, però els bisbes danesos són sufraganis de l'arquebisbe de Bremen i, per tant, membres de l'Església imperial. Sota la influència de les esglésies angleses, les esglésies escandinaves comencen a reivindicar una dissociació de l'Església imperial. Paral·lelament al reforç de l'autoritat papal, les esglésies nacionals entren en contacte directament amb el papa, esquivant les instàncies de l'imperi. Tanmateix, la Cúria subordina la independència de les esglésies escandinaves, que desitjava igualment, a la condició de l'acabament de l'evangelització al país. Els criteris fixats eren: 1) la conversió al cristianisme de la casa reial i de les classes dominants, així com de la majoria de la població, 2) una institucionalització, o com a mínim un principi d'institucionalització, de la vida eclesiàstica en convents, i una organització en parròquies i en diòcesis, i finalment 3) la independència nacional i l'estabilitat territorial.

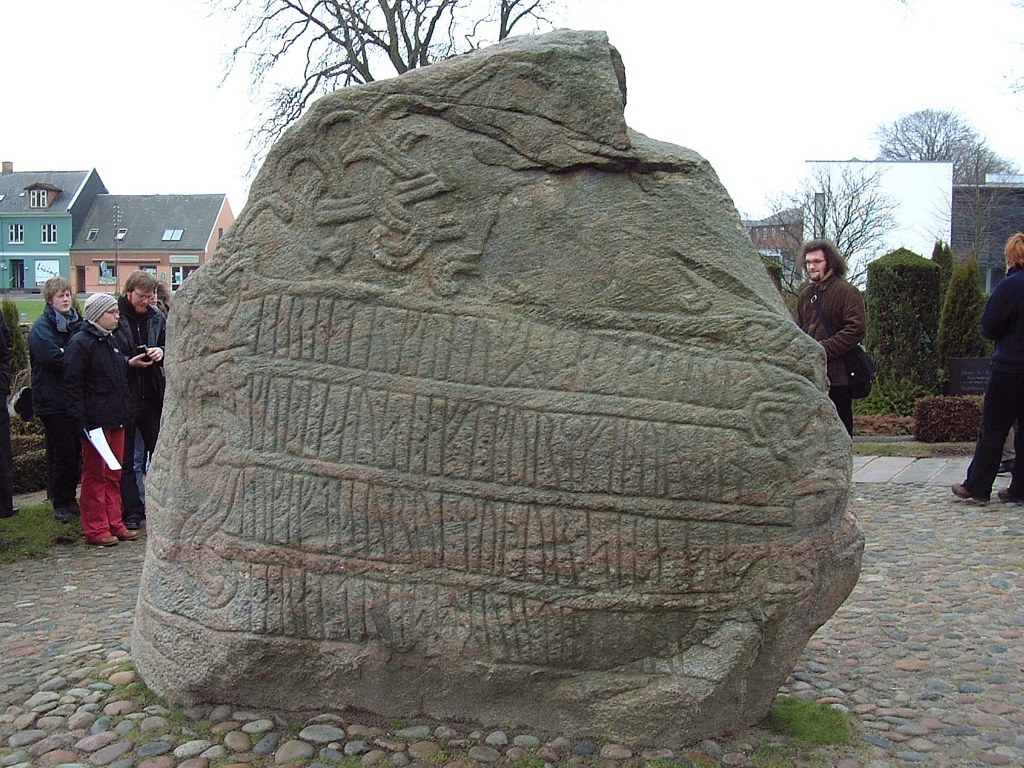
Sovint considerades com a "certificat de naixement" de Dinamarca, les pedres de Jelling anuncien la unificació del país per Harald I de Dinamarca vers el 980

Entre 960 aproximadament i el començament dels anys 980, Harald el de la dent blava sembla regnar sobre un territori que s'estén des de Jutlàndia a Escània. A la mateixa època, rep la visita d'un missioner alemany que, segons la llegenda, hauria sobreviscut a una ordalia pel foc, cosa que hauria convençut Harald de convertir-se al cristianisme. Es fa batejar cap al 965. La nova religió, que substitueix les antigues pràctiques religioses nòrdiques, presenta nombrosos avantatges per al rei. El cristianisme aporta amb ell un cert suport de part del Sacre Imperi. Permet també al rei desfer-se d'opositors que adoren les antigues divinitats. En aquest estadi precoç, cap prova no demostra que l'Església danesa hagi estat en disposició de crear una administració estable en la qual Harald s'hagi pogut recolzar per exercir un control més eficaç sobre el seu regne, però pot haver contribuït al desenvolupament d'un regne cada vegada més poderós.
Sven I, el successor de Harald, fa venir-hi missioners anglesos. Convoca el bisbe Gotebald d'Anglaterra i l'envia a Escània. El clergat danès està, cada cop més, format per gent de la regió. L'Església danesa comença amb escreix a lliurar-se ella mateixa al missionariat. Propst Oddar, un parent de Sven Gabelbarts, mor màrtir en ocasió d'una missió amb els wends el 1018. Knut el Gran, que succeeix Sven I, porta una política d'aliança oberta amb l'Església anglesa. La causa d'aquesta política és l'arquebisbe Lyfing de Canterbury, que probablement va aportar el primer òbol de sant Pere abocat per Knut a Roma i que va obtenir el reconeixement papal en tant que rei. El papa Benet VIII és el primer, des del papa Nicolau I, que escriu directament una carta a un danès. El desig d'independència respecte a l'arquebisbat d'Hamburg es plasma quan l'arquebisbe Aethelnoth de Canterbury consagra tres bisbes per a Dinamarca: Gerbrand per a Roskilde, Bernhard per a Escània i Reginbert per a Fiònia. Aquesta investidura per part de l'arquebisbe anglès té com a efecte separar Lund de Roskilde i engendrar un conflicte entre el rei Knut i l'arquebisbe Unwan (1013-1029). El 1022, aquest últim atura Gerbrand durant el seu viatge d'Anglaterra a Dinamarca i el convenç de les prerrogatives de l'arquebisbat d'Hamburg sobre Dinamarca. Aconsegueix llavors fer valer els drets d'investidura de l'arquebisbat hamburguès; després d'això, és l'arquebisbe Libentius d'Hamburg el que institueix el 1029 Avoco com a successor de Gerbrand a Roskilde.

### Unificació de Dinamarca
Dinamarca és unificada una primera vegada cap al 936 sota Gorm el Vell que, en reacció a la tutela imposada per Enric I l'ocellaire, erigeix poderoses fortificacions sobre el Dannewirke a l'Slesvig i hi instal·la camps de formació militar, verdaders quarters, per constituir un exèrcit eficaç. El seu fill Harald el de la dent blava emprèn durant el seu regnat del 940 al 985 la conquesta de la via marítima del Nord o Noruega. El poder del rei no està, tanmateix, encara massa desenvolupat, no es pot parlar de "govern" en el sentit modern del terme. Allò es reflecteix sobretot en les campanyes militars desorganitzades que es duen a terme fins al regnat de Sven I, de vegades fins i tot contra territoris pertanyents al rei mateix. Fins al començament del segle xi, els danesos són anomenats Normanni(i), 'gent del Nord', funden colònies en tot Europa, comercien i s'assimilen a les poblacions trobades, mentre que els vikings es dedicaven, en altre temps, a saquejar regions senceres i fer la guerra.
Sota el regnat de Knut el Gran, el territori danès s'estén en una mesura considerable. Inclou llavors, a més a més de l'actual Dinamarca, també parts de Suècia i Noruega i, després de la llarga lluita de Knud contra Edmond, Anglaterra el 1028. Mentre Hardeknud regna amb el nom de Canut III de 1035 a 1042, Noruega s'emancipa.
A la mort de Knut III el 1042, Magne Olavsson arriba al tron. El nebot de Knut el Gran, Sven Estridsson, es nega a reconèixer-lo com a sobirà legítim. Magne mor cinc anys més tard en circumstàncies indeterminades i Sven pren el poder, que torna així a mans daneses.
La unió amb Anglaterra arriba a la fi el 1042, quan Eduard el Confessor, mig germà de Canut III, esdevé rei d'Anglaterra i restaura la casa anglosaxona de Wessex.
La dinastia de Harthacnut va perdent pes i fou reemplaçada el 1047 per la casa d'Estridsson.

## Baixa edat mitjana
Al final d'una vasta expansió nascuda de la seva potència militar i d'una regressió extraordinàriament ràpida, el Regne danès conserva el control dels estrets d'entrada i de sortida de la mar Bàltica. Si els horitzons del mar del Nord es tanquen de nou lentament, la mar Bàltica crida al renaixement del poder reial, si vol afavorir els comerciants i les ciutats daneses.
L'Església no deixa d'estendre-hi la seva influència secular. La societat agrícola de 700.000 persones és al final del segle xi una societat amb normes aparentment feudals: un clergat poderós, una noblesa secular de grans terratinents que constitueix el nucli de la defensa del regne, una burgesia que creix al mateix temps que les ciutats, i una pagesia molt nombrosa.

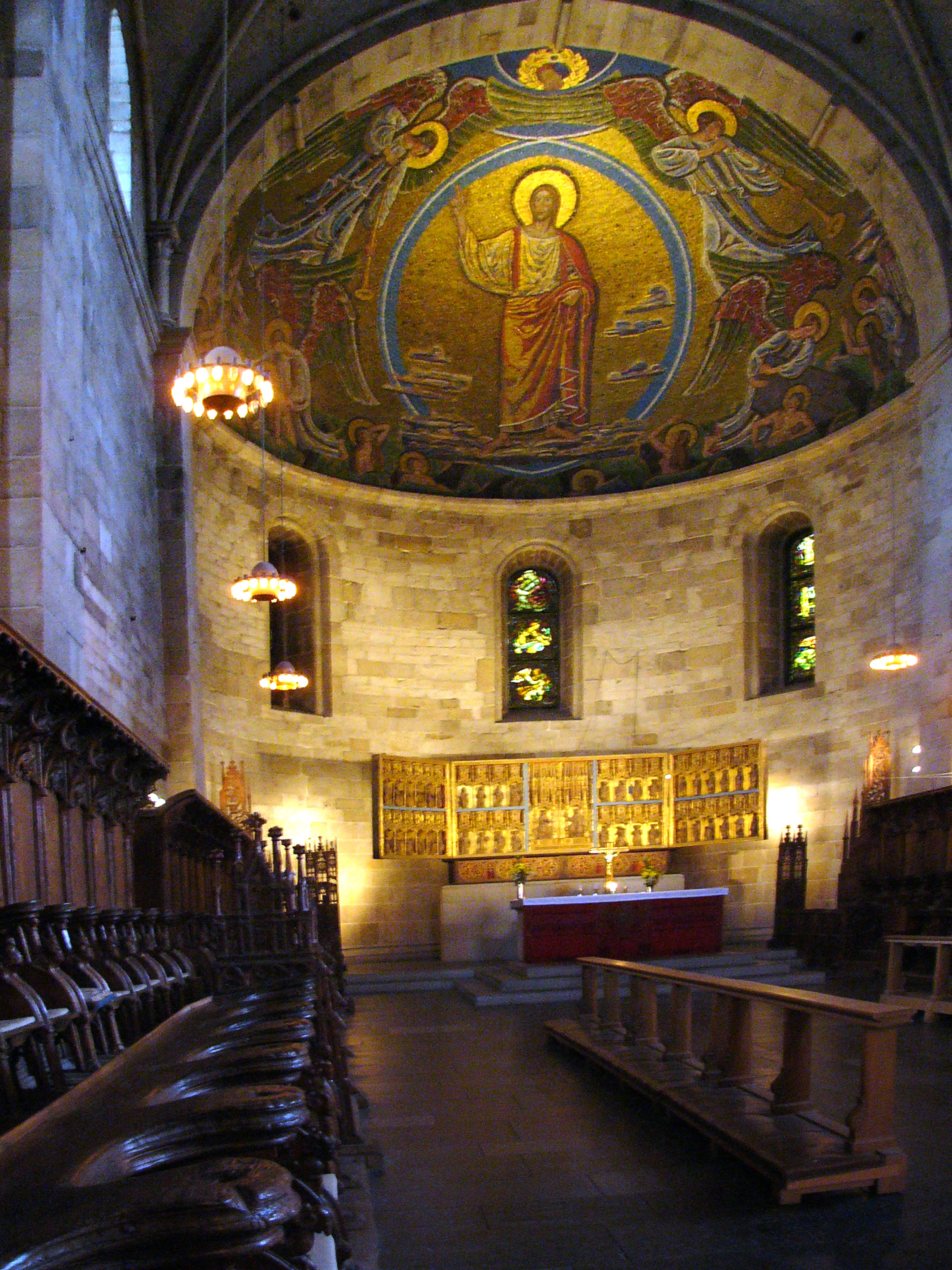
Catedral de Lund. Cor i absis

A partir de l'època de Knut el Sant (fill il·legítim Sven Estridsen, regnat de 1080 a 1086) el Regne de Dinamarca s'enriqueix considerablement, tot mantenint vincles estrets amb l'Església. Se'n pot citar com a exemple l'acte de donació concedit per a la catedral de Lund. Els diners destinats a la construcció de l'edifici provenen essencialment de multes per atemptat contra l'ordre públic o inexecució de la Leding. Aquesta última era una obligació que consistia a proveir el rei d'un cert nombre de vaixells, inclosa la tripulació, en període de guerra. L'incompliment d'aquest deure era punible i el contraventor havia de cedir generalment terres. Els esforços desplegats per Knut el Sant per augmentar el poder reial i fer irradiar la influència del Regne de Dinamarca són vistos amb mals ulls per una part de la població, en particular per raó de l'augment dels impostos. Nobles i pagesos s'hi revolten, amb el suport del mateix germà del rei, Olav, anomenat «la Fam». El rei és finalment assassinat el 10 de juliol de 1086 per rebels, dins de l'església de fusta de Sant Albà, a Odense.
Sota el govern d'Olav, tanmateix, la fam i les epidèmies colpeixen el regne. L'Església escampa la idea que es tractaria d'un càstig diví provocat per l'homicidi de Knut. Es refereixen llavors miracles que s'haurien produït prop de la tomba de Knut. Erik, germà i successor d'Olav, envia emissaris a Roma per tal de presentar al papa les proves dels miracles en qüestió. En realitat, l'objectiu perseguit era polític: es tractava d'afirmar el dret diví de la família al tron de Dinamarca. La canonització, ocorreguda el 1101, així com el pelegrinatge d'Erik a Jerusalem (en el transcurs del qual perdrà la vida), són reveladors de la relació cada vegada més estreta mantinguda per la monarquia danesa amb l'Església». El regne i l'Església persegueixen objectius d'expansió comuns; les dues parts treballen per l'establiment d'un poder central.

### El regne cristià delseglexiialseglexiii

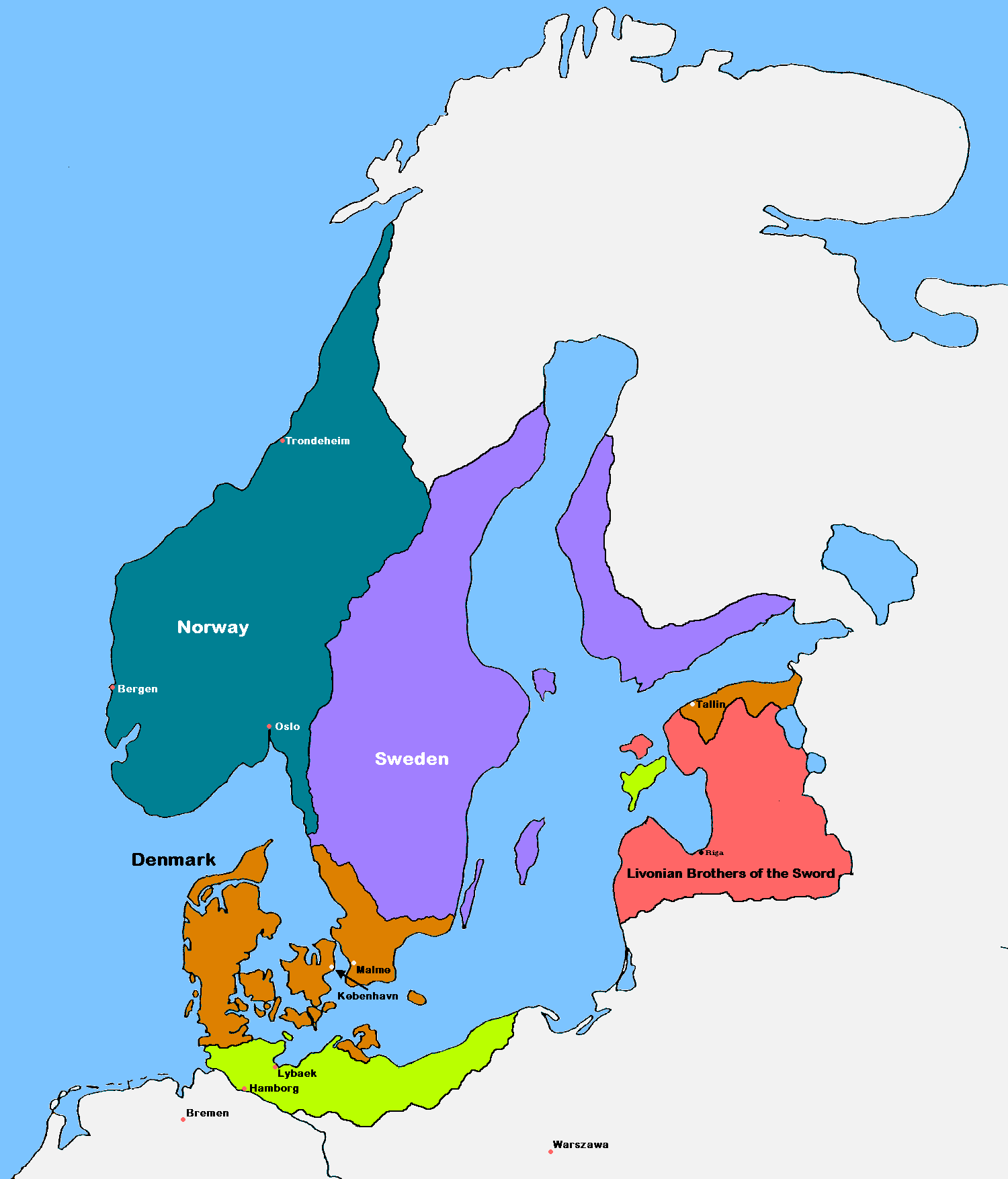
Escandinàvia el 1219. Els regnes de Dinamarca, Noruega, Suècia i els Sword brethren. En verd: l'illa estoniana de Saaremaa (Ösel), reivindicada per Dinamarca (finalment conquerida pels Sword Brethren el 1227) i els territoris conquerits per Dinamarca a l'actual Alemanya del Nord

Dinamarca esdevé per poc de temps un feu d'Alemanya (1153 - 1162). El Regne danès torna a ser independent amb l'ascens de Valdemar el Gran, que abandona l'antiga capital, Roskilde, i en funda la seva al castell de Copenhaguen, prop de la ciutat portuària i comercial fundada pel bisbe Absalon, el seu conseller familiar. Al final d'una llarga lluita amb Eskil, arquebisbe de Lund, Valdemar imposa una monarquia hereditària danesa consagrada per l'Església. Però des del seu adveniment, dona la seva espasa per imposar el cristianisme i enfoca el Regne de Dinamarca cap al mar bàltic. El regne esdevé també una potència ineludible a Alemanya del Nord. Adquireix l'illa de Rügen (1168), els països eslaus al nord de l'Elba (abodrites, veltes, etc.), Mecklenburg (1184 - 1188), Holstein, Pomerània, Pomerèlia (1210), Lauenburg, annexat el 1214; ocupa Estònia després de la croada de Valdemar el Victoriós entre 1218 i 1219. El mar Bàltic és un mar danès durant alguns decennis. El conjunt d'Estònia hi és annexada el 1239. Però la influència a Alemanya del Nord reforçada el 1214 cau dramàticament després de 1225; l'hegemonia danesa s'esvaeix i les diverses parts de l'imperi marítim es disloquen abans d'esfondrar-se pels volts del 1240 o abans. Amb anterioritat a la pèrdua de les últimes parts de l'efímer Imperi bàltic, es produeix una crisi interna a Dinamarca. La monarquia debilitada deixa de ser hereditària i torna a ser electiva el 1250; la carta de 1282 imposa un contrapoder socialment conservador: l'assemblea nobiliària o dieta.
L'illa de Rügen es perd el 1325. Estònia és venuda el 1347 a l'Orde teutònic.

### La Unió de Kalmar
Després 1350, la pesta negra infligeix en dos decennis, a Dinamarca i en general a Escandinàvia, una gran pèrdua de població, que comporta alhora trastorns econòmics i socials. Els Estridsson ja s'havien esvaït el 1375 i la successió esdevingué una qüestió litigiosa fins que la tutora de Dinamarca, Margarida I de Dinamarca, filla de Valdemar II de Dinamarca, no hagué donat la corona a Eric de Pomerània (1396). Ja l'havia fet hereu el 1389 del seu fill amb Haakon V rei de Noruega, Olaf, rei de Dinamarca i de Noruega. El va fer coronar rei de Suècia el 1397, per la Unió de Kalmar, que fusionava els tres estats en un de sol, amb la unió de Dinamarca a Suècia i a Noruega.
Aquesta unió fou molt avantatjosa per a Dinamarca, que se situava al capdavant de la unió, tant en el camp polític com econòmic, malgrat la preponderància econòmica de la Lliga Hanseàtica. Noruega va perdre la independència i esdevé fins a 1814 una simple colònia danesa i, en part, durant molt de temps, estarà doblement sotmesa sota el monopoli hanseàtic.
El 1448, després de la mort de Cristòfor de Baviera, Cristià I, de la casa d'Oldenburg, és escollit rei pels danesos: hereu per part de mare del ducat de Sleswig i del comtat de Holstein, és llavors designat rei de Noruega el 1450, i després rei de Suècia el 1457. Aplega al final del seu regnant, entre els seus estats, Holstein, l'arxipèlag danès, Jutlàndia i també Sleswiig des de 1460.
Però la unió amb Suècia només existeix de manera nominal: després d'haver-se trencat, de fet, diverses vegades, sobretot el 1448, va patir, finalment, un trencament definitiu després de situacions sagnants el 1523, de resultes de la revolta de Gustau I de Suècia contra Cristià II de Dinamarca. Noruega continua estant, no obstant això, unida a Dinamarca, que va conservar, a més, a Suècia, 5 províncies marítimes de la Gòtia fins al 1814. Les possessions del mar del Nord de Groenlàndia i les illes Fèroe, inicialment noruegues, són encara daneses, excepció feta d'Islàndia, que va aconseguir la independència el 1944.
El 1479 es funda la Universitat de Copenhaguen.

## Edat moderna
El 1530, s'imposa la reforma luterana, en benefici del poder reial, als assumptes del Regne de Dinamarca i de Noruega. El 1536, les principals resistències daneses són escombrades. No queden entre els més reticents més que alguns grups de catòlics noruecs aïllats a les seves províncies. Així, el poder administratiu danès pot justificar millor la colonització autoritària de les elits daneses i imposar una rigorosa regulació als pagesos noruecs.

### La Reforma
La Reforma, que és originària d'Alemanya i de les idees de Martí Luter, té un fort impacte sobre Dinamarca. L'Església nacional és avui encara luterana. A Dinamarca, el protestantisme no s'estén, tanmateix, gràcies a l'entusiasme popular per la reforma de l'Església, excepte a les ciutats, sinó a l'entusiasme d'un príncep pel creixement de les seves riqueses, donada la secularització dels dominis de l'Església.
La Reforma és imposada a Dinamarca el 1536 de resultes d'una guerra civil de tres anys. El 1533, a la mort de Frederic I, un consell de regència, format per bisbes, pren el control del país i es nega a reconèixer l'elecció de Cristià III, ja convertit al luteranisme. Cristià III en surt vencedor, amb l'ajuda armada de la noblesa i de mercenaris alemanys, de la Guerra dels comtes, que obliga el clergat, la pagesia i la burgesia a reconèixer-lo com a rei. Els béns de l'Església són llavors embargats, cosa que augmenta considerablement els ingressos del nou sobirà. L'Església danesa esdevé una església principesca luterana i els sacerdots són obligats a prestar fidelitat a aquesta nova Església.
Si bé Cristià III no participa en la Lliga Smalkalda en guerra contra Carles V, Dinamarca se situa, en general, en el bàndol dels protestants en el moment de les guerres de religió dels segles xvi i xvii. Forma ràpidament part del cor del luteranisme a Europa i el país coneix, al segle xvii, un període d'estricta ortodòxia luterana. L'Església esdevé un instrument de la monarquia reforçada per disciplinar ideològicament i moralment el poble. L'ensenyament de les doctrines de Calví o de Zwingli són llavors estrictament prohibides.
La Reforma no acosta especialment els interessos danès i suec. Els suecs detesten els danesos des del "bany de sang d'Estocolm" el 1520. Cristià, cap d'una policia tirànica, hi havia fet executar 80 nobles suecs.

### Elseglexvii la primera part delseglexvii
Dinamarca s'enriqueix durant el segle xvi, en gran part gràcies al creixement del trànsit marítim a l'Øresund. Com que el país controla les dues costes dels estrets danesos, imposa una taxa de pas moderada en benefici del poder reial. El comerç de cereals entre Polònia i els Països Baixos augmenta enormement en aquest període i els sobirans danesos no vacil·len a imposar-hi una taxa.
El regnat de Frederic II (1559-1588) marca l'Edat d'or de la noblesa danesa: el país és exportador de grans i bestiar. Els nobles, que disposen d'excedents negociables, recompren les terres dels pagesos lliures per fer-los arrendataris sotmesos a pagaments en espècie o a càrregues. El sistema economicosocial evoluciona cap a la gran senyoria poblada d'arrendataris.
El regnat de Cristià IV de 1588 a 1648 deixa importants treballs de construcció, malgrat la participació de l'exèrcit danès en la Guerra dels Trenta anys. El 1600, el poder reial, al capdavant d'una monarquia electiva, capta els recursos dels peatges del Sund (estrets danesos) i controla el comerç a la mar Bàltica. La dinastia dels Holstein, rica per altres ingressos i regalies que permeten mantenir una flota consistent, regna sobre un reialme de Dinamarca que s'estén fins a Groenlàndia, Islàndia, Noruega, Suècia meridional (Escània), Sleswig i Holstein al nord d'Alemanya. El repartiment del poder és consentit amb una noblesa molt poderosa en aquests àmbits -ha reduït els seus pagesos a la servitud-, que dirigeix la dieta on fatxendegen els seus representants. L'autoritat reial no existeix veritablement més que per la riquesa del rei, que pot així imposar una política estrangera autònoma sense els subsidis de la dieta. La preponderància a Europa del Nord no és il·lusòria. La Dinamarca d'aquesta època, malgrat les seves divisions internes, no ha esdevingut encara la monarquia absoluta i la potència secundària de després del 1690. Cap al 1610, la flota reial danesa protegeix fins i tot els ports francesos de l'Atlàntic o la Mànega, en compliment dels acords subscrits sobre defensa i comerç.
L'economia danesa es beneficia igualment de la Guerra dels Vuitanta anys als Països Baixos, en el transcurs de la qual s'estableixen a Dinamarca un gran nombre de refugiats del país que és llavors més avançat d'Europa, amb la qual cosa contribuiran al seu desenvolupament. Aquesta immigració ajuda a modernitzar nombrosos aspectes de la societat i a establir vincles comercials amb els Països Baixos.
La rivalitat amb Suècia marca tota la història moderna de Dinamarca. Cadascú reivindica l'hegemonia sobre la mar Bàltica (de resultes d'això, es produeixen sis guerres: 1563-1570; 1611-1613; 1643-1645; 1657-1660; 1675-1679; 1709-1720).

#### La Guerra de Kalmar (1611-1613)
La Guerra de Kalmar oposa Suècia a Dinamarca. Com que Dinamarca controla els estrets que connecten la mar Bàltica al mar del Nord, Suècia busca des de fa diversos anys la forma d'obtenir una nova via comercial que passaria per Lapònia, poc poblada, i el nord de Noruega, territoris pertanyent també a Dinamarca.
El 1607, Carles IX s'havia proclamat rei dels lapons i del Norrland, i havia començat a cobrar impostos en aquestes regions. En ser els peatges als estrets la principal font d'ingressos del Regne de Dinamarca-Noruega, el rei Cristià IV s'oposa ràpidament a la voluntat sueca de crear una nova via comercial i protesta vivament.
El 1611, en resposta a les pretensions sueques sobre el nord de Noruega, Dinamarca ataca Suècia i un exèrcit de 6.000 soldats posa sota setge la ciutat de Kalmar i la pren. Les tropes noruegues, estacionades a la frontera, havien rebut ordres de no atacar.
El 20 d'octubre, Carles IX mor i el seu fill Gustau Adolf li succeeix. Demana immediatament a Dinamarca de concloure un tractat de pau, però Cristià IV veu llavors una oportunitat d'aconseguir una major victòria i fortifica els seus exèrcits al sud de Suècia.
Els Països Baixos i Anglaterra, igualment implicats en el comerç a la mar Bàltica, fan pressió sobre Dinamarca perquè signi la pau. Els danesos, tot i que forts i ben equipats, no tenen diners, i es veuen obligats a signar el tractat de Knäred el 20 de gener de 1613.
Dinamarca obté llavors el control sobre la Lapònia sueca i Suècia és obligada a pagar un fort rescat per les dues fortaleses que els danesos ocupen. Suècia obté, per contra, el dret de ser eximida del peatge sobre el Sound. Anglaterra i els Països Baixos obtenen els mateixos drets.

#### La Guerra dels Trenta anys i les seves conseqüències immediates

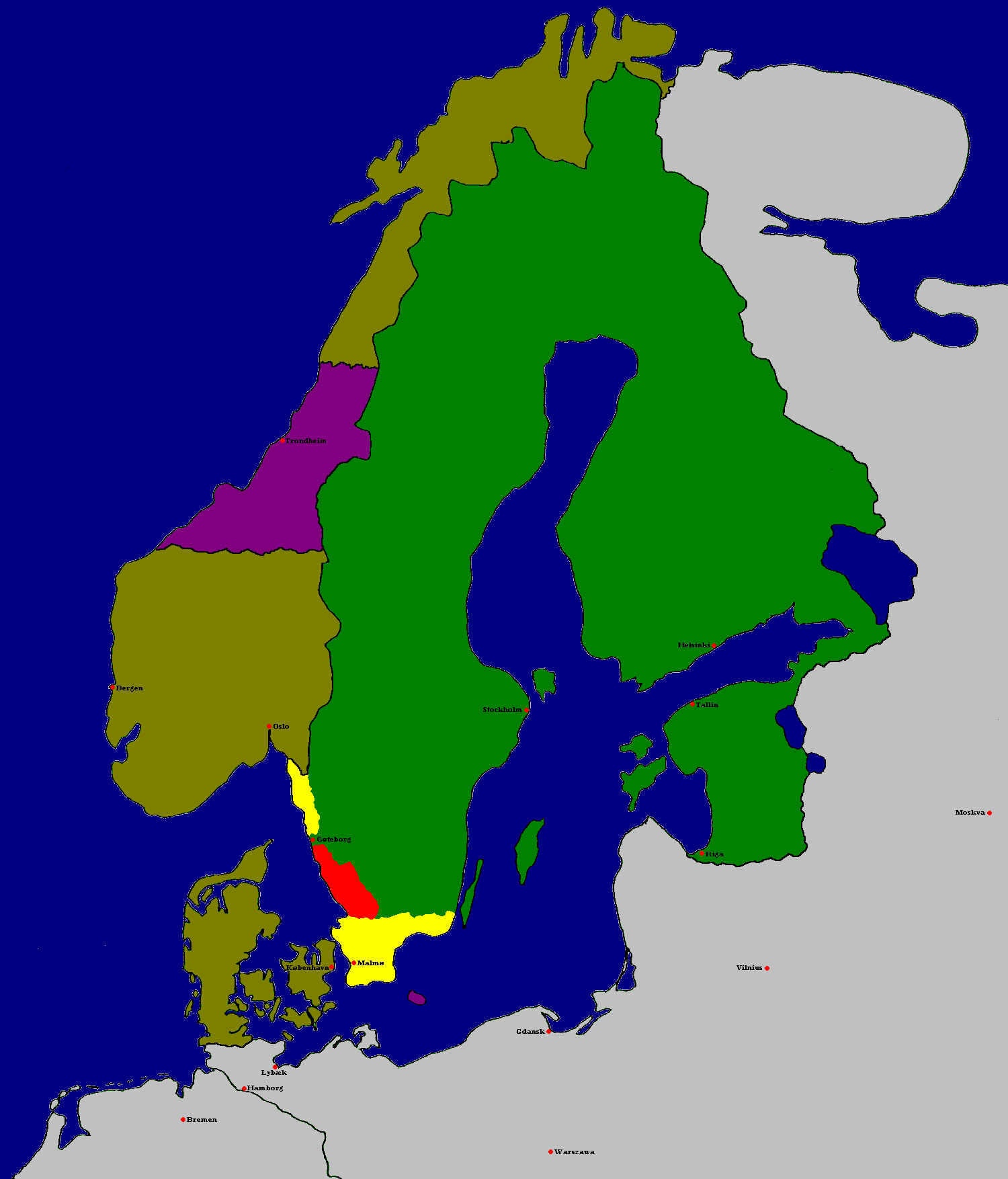
El 1658, el Regne de Dinamarca i Noruega cedeix les províncies daneses de Terra Scania i les províncies noruegues de Trondheim i de Bahusia a Suècia. En violeta: les províncies rebels que van tornar a l'autoritat danesa el 1660

Dinamarca és llavors un regne relativament poderós. La política europea del segle XVI gira àmpliament al voltant del conflicte entre les forces catòliques i protestants. És, doncs, inevitable que Dinamarca -un regne luterà fort i unificat- estigui preparat per a la guerra quan aquesta es produeix. Així doncs, Dinamarca entra en la Guerra dels Trenta anys entre 1625 i 1629 per salvar la causa protestant, però aquesta intervenció militar de Cristià IV fou un fracàs per a Dinamarca. Pitjor encara, Suècia intervé llavors amb gran èxit en la guerra.
Cristià IV és considerat, tanmateix, un dels grans reis de Dinamarca. A més a més d'haver regnat durant molt de temps -de 1588 a 1648- és conegut com l'arquitecte del regne pels molts projectes de construcció que va endegar. Són nombrosos els grans edificis danesos construïts durant el seu regnat.
La Guerra de Torstenson, que enfronta Dinamarca a Suècia entre 1643 i 1645, conclou amb una derrota danesa. Diverses províncies noruegues han de ser cedides llavors el 1645 a Suècia (Jemtland, Herjedalen i Idre & Särna), així com dues illes de la mar Bàltica (Gotland, Ösel).
Cristià IV és desaprovat per la dieta. Mor el 1648. Frederic II, que li succeeix, ha de restaurar d'entrada l'autoritat i el prestigi reial. Desitja ardentment venjar les humiliacions als danesos imposades per la reina Cristina. Espera el moment propici. Enfortit per una aliança austrodanesa, reprèn les armes el 1657 mentre que Carles X Gustau s'enfronta a Polònia amb els imperials de Montecuccoli, aliat de la República. Comença així la breu i terrible Gran Guerra del Nord.
Però Dinamarca s'entrampa en una guerra encara més desastrosa que la del 1643, sempre contra Suècia. Carles X Gustau conquereix l'Escània i aprofita un hivern anormalment fred per fer travessar les tropes sueques els estrets en part gelats en esquí i trineus sobre el gel i posa Copenhaguen sota el setge el 1658. La capital danesa resisteix en un primer temps els terribles atacs, però és salvada per la intervenció holandesa, que trenca l'assetjament. Els diplomàtics holandesos de les Províncies Unides s'esforcen llavors a arreglar la sortida del conflicte tot imposant als bel·ligerants la seva concepció de la llibertat de comerç. Mantenen un acurat equilibri entre les potències del mar Bàltic, i asseguren de facto la seva preponderància. Llavors una Dinamarca amb el prestigi devaluat, per tal de conservar els seus drets exclusius sobre els estrets, ha de cedir les seves províncies més riques amb el tractat de Roskilde, el 1658: l'Escània, Halland i Blekinge. La seva superfície és reduïda en un terç i la seva població passa de 800.000 a 600.000 habitants. Són les actuals fronteres del territori danès, stricto sensu a Europa continental i al Bàltic.

### La monarquia absoluta nascuda de la revolució de 1665
La crisi política interna, com a conseqüència dels danys de les guerres, transforma el règim el 1660-1661. Els burgesos de Copenhaguen duen a terme una revolució absolutista. Representen un ordre no privilegiat per la dieta, protectora dels nobles que els burgesos jutgen incapaços malgrat els seus odiosos favors de justícia administrativa i les seves exempcions fiscals. Frederic III s'associa discretament donant suport als líders polítics: Hans Grave, bisbe que influencia el clergat luterà, Hans Nansen, burgmestre que lidera els burgesos. Els agrupats obliguen el senat (Rigsraad) i la noblesa de la dieta a abandonar les seves exempcions fiscals. El 1665, sota el mateix regnat, una insurrecció del poble contra els nobles permet fer promulgar la llei reial de 1665. Transforma la naturalesa del poder, la monarquia electiva, de prerrogatives limitades, dominada per la noblesa, i deixa el seu lloc a una monarquia hereditària absoluta. La transferència a la reialesa d'un verdader poder d'estat, reial, està assegurada. El poder reial, usat en benefici del país, reforma les administracions, millora la legislació, aboleix la servitud i proclama la igualtat de tots davant la llei. Els càrrecs públics són oberts a la plebs, i l'exèrcit és modernitzat a la manera holandesa.
La Llei Reial és aplicada de 1665 a 1848, any en què es produeix la redacció d'una constitució democràtica, acabada el 1849. Aquesta llei és completada el 1683 per un codi comú en tot el regne: el Codi Danès de Cristià V de Dinamarca. L'estat esdevé un estat de funcionaris ben organitzat sota domini del seu únic rei totpoderós, pare de tots els súbdits. Algunes de les disposicions d'aquest codi encara estan en vigor.
La minoria acabalada de la població urbana s'aprofita d'aquests incontestables avanços. Però al camp susbsisteix una poderosa societat de grans propietaris predials. Caldrà esperar al 1788 perquè el poder aboleixi la residència forçada, és a dir, l'obligació per als pagesos de romandre als llocs d'origen.
Cristià V de Dinamarca i el seu ministre, el comte Griffenfeld, inspirador de la revolució de 1665, anima un govern danès que admira el prestigi del "rei sol". Els esforços diplomàtics de França a Escandinàvia són ben acollits per aquests dirigents francòfils. Però les rivalitats locals són superiors a la simpatia.

### La Guerra d'Holanda
Cristià V és un príncep d'una dinastia europea. Regna de 1670 a 1699. Per les seves tres germanes, és cunyat de l'elector de Saxe, de l'elector palatí i del rei de Suècia. El seu germà està casat amb Anna, reina d'Anglaterra, el 1702. El senat suec que governa en nom del jove Carles IX renova la seva aliança amb el Regne de França l'abril de 1672. No cal més per precipitar Dinamarca, aliat del Gran Elector, al camp holandès. El contenciós danosuec és sensible, l'animositat entre els dos estats es viu cada dia a les fronteres noruegues, plenes de llocs defensius.
Suècia, fidel al seu aliat francès, ataca Brandenburg. Consent també a petició de Lluís XIV de França de fer una maniobra de distracció a Pomerània entre 1674 i 1675, ja que Alsàcia està envaïda. Pel seu costat, Dinamarca ataca Suècia i ocupa els bisbats de Bremen i Verden, possessió alemanya de la corona sueca des de 1648.
A Brandeburg, la sort de les armes evoluciona en detriment de Suècia. El 1675, a Fehebellin, l'exèrcit suec de Carl-Gustav Wrangel, vell amic de Turenne, és vençut pel Gran Elector. Ni Brandenburg ni Dinamarca no es resignen a tractar sobre la base l'statu quo a Nimega. Lluís XIV s'obstina a obtenir una pau blanca per al seu valerós aliat suec. Per a aquest punt d'honor, fa avançar el 1679 les seves tropes cap a Alemanya del Nord, i l'exèrcit de Crequi amenaça les posicions de Cristià V i de Frederic Guillem, el seu aliat.
A la pau de Saint-Germain el 1679, la lúcida Dinamarca es resigna a restituir les seves conquestes a Suècia. Però Carles XI de Suècia és un sobirà prudent i no posa problemes a l'hora de redactar el tractat.

### Tercera Guerra del Nord (1700-1721) i el Segle de les Llums
Frederic IV és el successor de Cristià IV. Arregla amb eficàcia el cas litigiós de Slesvig, però espera una revenja contra Suècia. Les hostilitats deixen ràpidament fora de combat Dinamarca, vençuda per Carles XII al començament del conflicte. La guerra, que s'eternitza, veu a les seves acaballes la tornada de la fam i la pesta sobre les ribes del mar Bàltic. I la derrota final de Suècia no beneficia més que la Rússia de Pere el Gran. Els russos orquestren una estrepitosa entrada en les qüestions econòmiques i polítiques de la mar Bàltica.
La francofília es manté. Frederic IV té l'insigne honor, negat als seus predecessors, de veure's anomenat "Sa Majestat" pel regent Felip III d'Orleans.
L'equilibri bàltic és desitjat per la Gran Bretanya, que exerceix la seva hegemonia marítima i econòmica després de la dels holandesos. Dinamarca és, al començament del segle xviii, una potència secundària que ja no té cap somni d'hegemonia militar. Ha continuat sent una petita potència de manera única perquè el seu rei, al capdavant d'una monarquia absoluta, és el guardià dels peatges del Sund. Dinamarca és, en conseqüència, un estat que manté per necessitat una bona marina de guerra. La corona danesa pot mantenir també discretament sota el seu domini les antigues illes de la mar del Nord i les colònies adquirides en la distància. Com a conseqüència de la seva obediència al món bàltic, s'interessa pel mercantilisme, pel comerç llunyà, per la Xina i per la colonització de les Antilles.
En el Segle de les Llums, Rússia representa la potència bàltica emergent, afavorida per la Gran Bretanya. Al final de la seva expansió (principis del segle xix), l'espai escandinau i bàltic han de doblegar-se a dues potències per natura diferents, el Regne Unit i l'Imperi Rus.

### Colonialisme

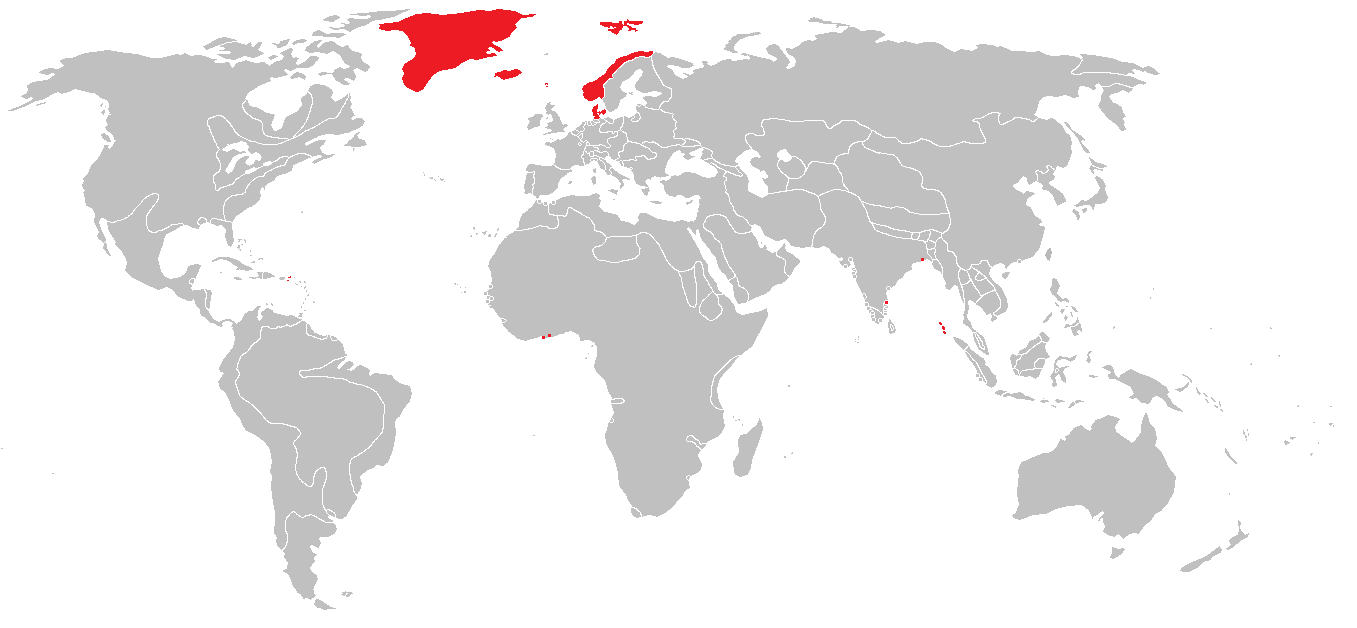
Mapa en què es mostren les possessions colonials del Regne de Dinamarca i Noruega el 1800

Dinamarca va conservar un cert nombre de colònies fora d'Escandinàvia; va començar el seu moviment d'expansió des del segle xvii i el va continuar fins al segle xx. Dinamarca va fundar així colònies a Groenlàndia i a Islàndia a l'Atlàntic nord quan estava lligat a Noruega. Cristià IV, rei de 1588 a 1648, va ser l'iniciador d'aquest moviment de colonització amb el desenvolupament del comerç marítim del seu regne amb l'exterior. Va adoptar la tendència mercantilista, que era llavors popular en els altres governs europeus. Dinamarca estableix les primeres colònies a Tranquebar, sobre la costa sud de l'Índia, el 1620. Al Carib, Dinamarca funda una colònia a Saint-Thomas el 1671, Saint John el 1718, i compra Saint Croix a França el 1733.
Dinamarca va conservar les seves colònies índies, és a dir, Tranquebar i igualment altres petites colònies d'importància menor, durant aproximadament cent dos anys. La Companyia Danesa de les Índies Orientals va comerciar fora de Tranquebar. En el seu apogeu, aquesta última i la Companyia Sueca de les Índies Orientals van importar més te que la Companyia Britànica de les Índies Orientals i van vendre un 90% de les seves mercaderies a Anglaterra, la qual cosa els va proporcionar beneficis considerables. El conjunt d'aquestes colònies i establiments comercials implantats a l'Índia esdevingueren menys actius durant les guerres napoleòniques. Els danesos van conservar, no obstant això, altres colònies, forts i diversos establiments comercials a l'Àfrica Occidental sobretot, essencialment amb l'objectiu de comerciar amb esclaus.

## El període contemporani

### Segle XIX

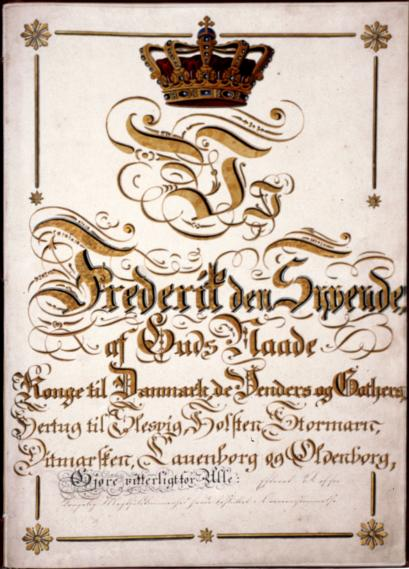
Primera pàgina de la Constitució del 5 de juny de 1849

El 1801, els regnes de Dinamarca, de Suècia i l'imperi de Rússia formen una aliança de neutralitat armada de cara a França, però en oposició a Anglaterra.
Aliat forçat de Napoleó Bonaparte, Dinamarca és cruelment tractada per Anglaterra; Copenhaguen és bombardejada el 1807 per la flota britànica al final d'un bloqueig portuari. Venjador, Frederic VII comença la Guerra dels Set anys, de 1808 a 1814, contra Anglaterra. El 1814, l'estat danès entra en bancarrota. Perd diplomàticament en la pau de Kiel Noruega, que s'uneix a Suècia, però el poder danès, tossut, aconsegueix conservar el 1815 les antigues dependències noruegues, les Illes Fèroë, Islàndia i Groenlàndia.
El 1816, Prússia li cedeix com a indemnització d'aquestes cessions el ducat de Saxònia-Lauenburg. La reialesa en surt molt afeblida. El 1831, Frederic VI de Dinamarca concedeix als seus pobles assemblees d'estats provincials; el 5 de juny de 1849, Frederic VII de Dinamarca signa una primera constitució parlamentària: la dieta es compon de dues assemblees, el Folketing (Cambra del poble) i Landsthing (Cambra dels grans propietaris).
El reglament de la futura successió al tron dona lloc el 1848 a una gran agitació; Slesvig, Holstein i Lauenburg havien intentat en aquesta ocasió separar-se de Dinamarca, amb el suport de Prússia: després d'una guerra de tres anys, que Prússia va perdre, el tractat de Londres de 8 de maig de 1852 acaba el conflicte assegurant la successió, després de l'extinció de la casa d'Oldenburg, al príncep Cristià IX de Dinamarca. Però els disturbis nacionalistes entre partidaris danesos i activistes alemanys persisteixen en els ducats. Tanmateix, a la mort de Frederic VII de Dinamarca (1863), la Confederació Germànica, reunida a Frankfurt del Main, reclama la independència de Holstein i Slesvig, la qual cosa dona lloc a una nova Guerra dels ducats el 1864, desastrosa per a Dinamarca, que fa front a un grup expedicionari austroprussià. És el cos d'exèrcit prussià, comandat pel general Helmuth von Moltke, el que pren la iniciativa i conquereix el sud danès, passant d'illa en illa, i infligint una humiliant desfeta. El 30 d'octubre de 1864 se signa la pau, segons la qual Dinamarca cedeix a l'Imperi Austríac i a Prússia, que estaven encarregades de l'execució federal, els ducats de Sleswig, Holstein i Lauenburg.
Jutlàndia és explotada agrícolament pel poder, ajudat pels refugiats danesos.
De 1815 a 1914, més de tres-cents mil danesos emigren definitivament, la majoria cap als Estats Units d'Amèrica. Un nombre important de danesos feren un viatge d'anada i tornada. A la Belle Époque, l'expansió demogràfica de les famílies daneses entre illes i continents és de vegades destacable. Aquest fenomen migratori és, d'altra banda, escandinau, encara més accentuat en algunes províncies sueques i sobretot a Noruega.

### Començament delsegle XX
El 1901, el règim parlamentari és instaurat de facto.
Durant els primers decennis del segle xx, el nou Partit Radical i el més antic Partit Liberal es reparteixen el poder. Les dones obtenen el dret de vot el 1915 i algunes de les colònies daneses són venudes als Estats Units d'Amèrica. Durant aquest període, Dinamarca enceta importants reformes socials i del mercat del treball, i posa les bases de l'estat del benestar actual.
Dinamarca continua sent neutral durant la Primera Guerra Mundial, encara que el conflicte afecti considerablement el país. El comerç fou notablement desendreçat pel conflicte i la inestabilitat financera que va venir a continuació a Europa. El 1918, Islàndia esdevé un regne en unió personal amb Dinamarca. Després de la derrota alemanya, el tractat de Versalles preveu un plebiscit a l'Schleswig. De resultes d'aquest, els habitants del nord de l'Schleswig decideixen unir-se a Dinamarca el 1920. Es fixa així la frontera meridional.
El rei i una part de l'oposició estan descontents amb el fet que el primer ministre Carl Theodor Zahle no hagués aprofitat la derrota alemanya per recuperar una major part de la província, perduda en el moment de la Guerra dels ducats. El rei i l'oposició volen sobretot recuperar la ciutat de Flensburg, mentre que el govern no exigeix més que els territoris on els danesos són majoritaris. Amb la idea que compta amb el suport de la població, el rei cessa el govern de Zahle, la qual cosa suscita la Crisi de Pasqua de 1920. El rei promet no intervenir mai més en els assumptes polítics. Encara que en la Constitució danesa no hagi estat esmenada, els reis danesos han mantingut aquesta promesa des de llavors.
A les eleccions de 1924, els socialdemòcrates conduïts pel carismàtic Thorvald Stauning es converteixen en el primer partit de Dinamarca, i així restaran fins al 2001. Després d'haver hagut de deixar el poder el 1926, els socialdemòcrates hi tornen el 1929. Stauning accepta llavors treballar amb certs partits "burgesos" formant una coalició amb el Partit radical, per obtenir un consens que permetrà posar fi a la Gran depressió dels anys 1930.
El 30 gener de 1933, en efecte, la coalició governamental i el Partit liberal, llavors en l'oposició, signen l'acord de Kanslergade, que preveu una extensió dels drets dels treballadors i dels subsidis estatals als agricultors. Aquesta reforma social posa les bases d'un estat del benestar. A les següents eleccions legislatives, el 1935, els socialdemòcrates obtenen el resultat més elevat mai obtingut per un partit polític a Dinamarca: un 46% dels vots.

### Durant laSegona Guerra Mundial
Malgrat una declaració de neutralitat al començament de la Segona Guerra Mundial i de la conclusió d'un tractat de no-agressió amb l'Alemanya nazi el 31 de maig de 1939 a Berlín, Dinamarca és ocupada per la Wehrmacht el 9 d'abril de 1940, en el marc de l'Operació Weserübung. Contràriament a la majoria dels governs dels estats envaïts pels nazis, el rei Cristià X de Dinamarca i el seu govern donen l'ordre a l'exèrcit de no oposar resistència i escullen quedar-se al país sota l'ocupació, que es perllonga fins al 5 de maig de 1945.
L'especificitat de l'ocupació de Dinamarca resideix en les condicions de l'ocupació, molt dolces, si s'exceptua la prohibició immediata del Partit comunista. La nova coalició governamental, sempre sota la direcció del primer ministre Thorvald Stauning, intenta practicar el compromís per protegir la població. El Parlament (Folketing) és autoritzat a mantenir les seves sessions, la policia resta sota control danès i les autoritats alemanyes es mantenen al marge de la població. Tanmateix, en el transcurs del temps, les exigències alemanyes es fan inacceptables per al govern, que dimiteix el 1943. Des de llavors, els nazis s'encarreguen completament del poder.
Es veu aparèixer una resistència armada contra les forces d'ocupació. Cap a la fi de la guerra, els nazis tenen cada vegada més problemes per controlar el país, però aquest haurà d'esperar per ser alliberat l'arribada dels Aliats.
La fugida de la majoria dels jueus danesos cap a Suècia és un esdeveniment del tot destacable d'aquest període. Es produeix el 1943, quan es feren presents les primeres amenaces de deportació.
El 1944, Islàndia trenca la unió personal amb Dinamarca, que reconeix la separació tot just acabada la Segona Guerra mundial

### Postguerra
Després de la guerra, basant-se en l'amenaça de l'URSS i de les lliçons de la Segona Guerra mundial, el país abandona la seva política de neutralitat. Dinamarca esdevé membre fundador de l'Organització de les Nacions Unides i de l'OTAN, per bé que, primer de tot, va intentar formar una aliança independent amb Noruega i Suècia.
El 1948, les illes Fèroe obtenen un estatut d'autonomia. El 1953, s'efectuen altres reformes polítiques amb l'adopció d'una nova constitució: el Landsting, la cambra alta del parlament, és suprimida, l'estatut de colònia de Groenlàndia és abolit i les dones obtenen el dret a pujar al tron.
Un esbós de "bloc regional nòrdic" va tenir lloc en els anys 1960 amb el Mercat Comú del Nord o "Nordek", abandonat després de la retirada de Finlàndia. Un consell nòrdic ("Norden"), creat el 1952-53, constitueix el marc d'una cooperació activa. El 5 juny de 1953, el rei Frederic IX signa una nova constitució, de règim unicameral, amb possibilitat de successió femenina al tron i règim parlamentari de iure. En aquesta constitució, a més, es redueix l'edat legal per votar a 23 anys. En successius referèndums es va reduir a 21 (1961), 20 (1971) i finalment, 18 (1978). Un referèndum de 1969 on s'hauria d'haver reduït l'edat per votar a 18 anys, no va aconseguir prosperar en aquell moment.
El 1960, Dinamarca esdevé membre de l'Associació Europea de Lliure Comerç (AELC).
El 14 de gener de 1972 mor el rei Frederic. Li succeeix la seva filla Margarida, en el que fou la primera aplicació de les noves normes successòries que permetien l'accés de les dones al tron. Aquell mateix any, els danesos accepten per referèndum incorporar-se a la Comunitat Europea i Dinamarca n'esdevé membre l'1 de gener de 1973. Des de llavors, Dinamarca és un membre vacil·lant d'Europa, rebutja nombroses proposicions i refusa sobretot per referèndum el tractat de Maastricht el 2 de juny de 1992 (50,7% de vots negatius) i l'euro el 28 de setembre del 2000 (53,2% de vots negatius).
A les eleccions generals de 1981 per primera vegada des del 1924 arriba al poder una majoria conservadora. Poul Schlüter, del Partit Popular Conservador, forma un govern de coalició amb el Venstre i desplaça al socialdemòcrata Anker Jørgensen com a cap de govern.
En els anys 1970 i 1980, desenvolupa la seva activitat un grup conegut com a Blekingegadebanden (La banda del Carrer de Blekinge), una organització clandestina d'esquerra que cometrà diversos robatoris amb l'objectiu d'enviar diners al Front Popular per a l'Alliberament de Palestina (FPAP). L'incident més greu protagonitzat per aquest grup va tenir lloc el 3 de novembre de 1988, quan un policia va ser mort a trets durant el robatori a una oficina de correus a Copenhaguen. A l'abril i maig de 1989 es produeix la detenció dels membres del grup, que van ser condemnats el maig de 1991, en part, a llargues penes de presó.
Després de les eleccions generals de 1993, el socialdemòcrata Poul Nyrup Rasmussen esdevé primer ministre.
El 1998 s'acaba la construcció de l'Oresundsbroen (el pont de l'Øresund), que enllaça des del 2000 Copenhaguen amb la ciutat de Malmö a Suècia.
El 2001 Anders Fogh Rasmussen, del partit liberal Venstre, és nomenat primer ministre. Quan va ser nomenat el 2009 secretari general de l'OTAN, el càrrec va ser ocupat pel seu company de partit Lars Løkke Rasmussen.
Va atreure l'atenció internacional la polèmica de les caricatures de Mahoma, que el diari Jyllands-Posten va publicar el 30 de setembre del 2005. Aquest fet va donar lloc a protestes antidaneses, sobretot en el món islàmic.
L'any 2011 a França i Itàlia es va desencadenar un encès debat polític per l'onada de sol·licituds d'asil de ciutadans procedents de països de la Primavera Àrab, un debat que també va tenir la seva repercussió a Dinamarca. Sota la pressió del Partit Popular Danès, que donava suport al govern de dretes del Venstre i del Partit Popular Conservador, el govern danès va anunciar, el maig de 2011, la reintroducció dels controls a la frontera danesa per tal d'impedir l'entrada il·legal dels refugiats i de delinqüents d'altres països de la UE. Aquests controls fronterers no estarien en contra dels Acords de Schengen, ja que es durien a terme per part dels funcionaris de duanes. Als estats europeus veïns, aquesta decisió va aixecar fortes crítiques. Tanmateix, es va endegar un debat per reformar els Acords de Schengen.
Aquell mateix any es van celebrar eleccions generals, que van guanyar els socialdemòcrates i van conduir al nomenament de Helle Thorning-Schmidt com a primera ministra.